# 코나미 GX
코나미 GX는 코나미가 1994년 개발한 아케이드 게임 기판이다.

## 사양
코나미 GX는 Ver. 1과 Ver. 2의 2가지 버전이 있는데 두 보드는 기능은 동일하다.
- 메인 CPU : 모토로라 68EC020 24MHz
- 사운드 CPU : 모토로라 68000 16MHz
- Ver. 1 마더보드
  - 그래픽 칩 : 54156, 56832, 55555, 53246, 055673, 54338
  - 사운드 칩 : 056800, 2개의 054539 (PCM, 8채널), TMS57002 (이펙트 DSP)
- Ver. 2 마더보드
  - 그래픽 칩 : 58143, 56832, 55555, 58142, 55673, 58144
  - 사운드 칩 : 056800, 058141(54539칩 2개를 하나로 집적), TMS57002 (이펙트 DSP)
- 표준 GX 기능 : 4 스크롤 레이어 + 스프라이트 레이어, 알파 블렌딩, 라인 스크롤 기능
- 보드 구성 : 메인보드 + 추가 비디오 보드
- GX 추가 보드
  - Type 1 : 53936 (3D 그라운드 칩) 추가, 아날로그 입력
  - Type 2 : 기본 보드, 프로텍션 기능
  - Type 3 : 53936 (3D 그라운드 칩) 추가, 아날로그 입력 없음
  - Type 4 : 53936 (3D 그라운드 칩) 추가, 듀얼 모니터 출력

## 게임
- 다이스키스 (だい好キッス)
- 드라군 마이트
- 극상 파로디우스 / Fantastic Journey
- Golfing Greats 2 / Konami's Open Golf Championship
- Lethal Enforcers II: Gunfighters
- Racin' Force
- Run And Gun 2 / Slam Dunk 2
- Rushing Heroes
- 사라만다 2
- 섹시 파로디우스
- 사커 슈퍼스타스
- 대전 퍼즐 다마 (対戦 ぱずるだま) / Crazy Cross
- 도키메키 메모리얼 대전 다마 / Crazy Cross 2
- 대전 돗카에다마 (対戦 とっかえだま)
- 트윈비 야호! / Magical Twin Bee
- Vs. 넷 사커
- 위닝 스파이크